# Западноболгарские говоры
Западноболга́рские го́воры (также западноболгарское наречие, западноболгарские диалекты, западноболгарская группа говоров; болг. западни български говори) — говоры болгарского языка, представляющие наряду с восточноболгарскими одну из двух основных болгарских диалектных областей. Распространены в западной Болгарии (к западу от ятовой границы), а также в некоторых районах восточной Сербии.
Подразделяются на три группы говоров: северо-западную, юго-западную и крайнезападную.
Западноболгарский диалектный ареал отличается от восточноболгарского целым рядом фонетических и грамматических языковых черт, важнейшей из которых является различие в произношении гласных на месте праславянской *ě.
В традициях болгарской диалектологии в состав западноболгарского ареала часто включают диалекты македонского языка, распространённые на территории Македонии и в соседних с Македонией районах Албании и Греции, иногда включают также говоры торлакского диалекта, распространённые в юго-восточной Сербии.

## Классификация
Согласно классификации, опубликованной в издании «Болгарская диалектология» (под редакцией С. Стойкова), западноболгарский ареал включает три группы говоров: северо-западную, юго-западную и крайнезападную.
Северо-западные говоры размещены на территории Болгарии от болгарско-сербской границы на западе до ятовой границы на востоке (к югу от реки Дунай).
В состав северо-западной группы включают белослатинско-плевенские и видинско-ломские говоры.
Юго-западные говоры размещены западнее ятовой границы в центрально-западной и юго-западной Болгарии (в ареале этих говоров расположена столица болгарского государства — София).
В число говоров юго-западного ареала входят:
- северные говоры:
  - ботевградские говоры;
  - врачанские говоры;
  - ихтиманские говоры;
- южные говоры:
  - елинпелинские говоры;
  - софийские говоры;
  - самоковские говоры;
  - дупницкие говоры;
  - кюстендильские говоры;
  - благоевградские говоры;
  - петричские говоры;
  - переходные болгарско-македонско-сербские говоры:
    - пиянецкие говоры;
    - каменицкие говоры;
    - краиштевские говоры.

Крайнезападные говоры распространены вдоль сербско-болгарской государственной границы как на территории Болгарии, так и на территории Сербии. В издании «Болгарская диалектология» данные говоры описываются как переходные болгарско-сербские говоры, вопрос включения данных говоров в тот или иной языковой ареал авторы откладывают на будущее. При этом отмечается точка зрения болгарских исследователей (Б. Цонев, С. Младенов) о принадлежности крайнезападных говоров к болгарскому диалектному ареалу и точка зрения сербских диалектологов (А. Белич и другие) о сербском генезисе данных говоров.
В состав крайнезападной группы включают:
- трынские говоры;
- брезникские говоры;
- белоградчикские говоры.

Согласно диалектологической карте болгарского языка, опубликованной отделением диалектологии и лингвистической географии Института болгарского языка, западноболгарский ареал подразделяют на две группы: северо-западную и юго-западную:
- северо-западные говоры:
  - собственно северо-западные (западномизийские) говоры;
  - крайнесеверозападные говоры (у-говоры):
    - пограничные говоры;
    - моравские говоры;
- юго-западные говоры:
  - собственно юго-западные (центральные) говоры (а-говоры);
  - крайне юго-западные говоры (не а-говоры):
    - западные говоры;
    - южные говоры.

## Диалектные особенности
К диалектным чертам западноболгарских говоров относят:
1. Рефлексы *ě: гласная е во всех позициях.
2. Отсутствие редукции гласных в безударных слогах: да̀рове, зелѐно, башта̀.
3. Наличие согласных к’ — г’ (цвèк’е, гòск’е, ливàг’е, грòзг’е) наряду с ч — дж и шт — жд (на месте праславянских сочетаний *tj, *kt перед гласными переднего ряда и *dj), которым в восточном ареале соответствуют шт — жд.
4. Произношение й на месте мягкой согласной л’: йѐйа (леля), зѐйе (зеле), кйуч (ключ).
5. Ассимилятивное прогрессивное смягчение к’ в конечном сочетании -к’а: мàйк’а, девòйк’а, войск’à, зèлк’а, престѝлк’а, точѝлк’а, закачàлк’а.
6. Наличие твёрдых согласных во флексиях глаголов 1-го лица единственного лица и 3-го числа множественного числа настоящего времени: вѝда, мо̀ла, ко̀ла, о̀да, тъ̀рпа или вѝдим, мо̀лим, ко̀лим, о̀дим, търпѝм — вѝдат, ко̀лат, мо̀лат, о̀дат, търпа̀т.
7. Распространение существительных мужского рода в форме множественного числа с окончанием -е: друга̀ре, офча̀ре, ма̀йсторе, бѝволе, чора̀пе.
8. Наличие окончания -ме у глаголов 1-го лица множественного числа в форме настоящего времени во всех спряжениях независимо от формы 1-го лица единственного числ: йадѐме, занесѐме, четѐме, мо̀лиме, но̀симе, свѝриме, да̀ваме, купỳваме.
9. Отсутствие причастий несовершенного вида на -л.